# 考馬 (贊比亞)
14°48′00″S 24°48′00″E / 14.80000°S 24.80000°E
考馬（英語：Kaoma, Zambia），是贊比亞的城鎮，位於該國西部，由西方省負責管轄，是考馬縣的首府，處於卡富埃國家公園以西，距離首都盧薩卡460公里，海拔高度1,147米，2010年人口19,851。